# In a Vodka Shop
In a Vodka Shop est une œuvre pour piano du compositeur britannique Arnold Bax composée en 1915.

## Contexte
En janvier 1915, lors d'un thé chez les Corder, Harriet Cohen, âgée de dix-neuf ans, est apparue avec une seule jonquille en guise de décoration, et Arnold Bax a écrit presque du jour au lendemain la pièce pour piano The Maiden with the Daffodil (À une jeune fille avec une jonquille). Au cours de la semaine suivante, deux autres pièces pour elle suivirent, la dernière étant la vignette russe pastiche In a Vodka Shop, datée du 22 janvier 1915. Elle illustre cependant les difficultés du compositeur à satisfaire ses collègues pianistes, car Myra Hess donna la première représentation aux Grafton Galleries de Londres le 29 avril 1915, et la partition imprimée porte donc une dédicace à son intention.

## Discographie
- Piano Works, Vol. 1, Ashley Wass (piano), Naxos, 8.557439, septembre 2004.